# Júdice Fialho

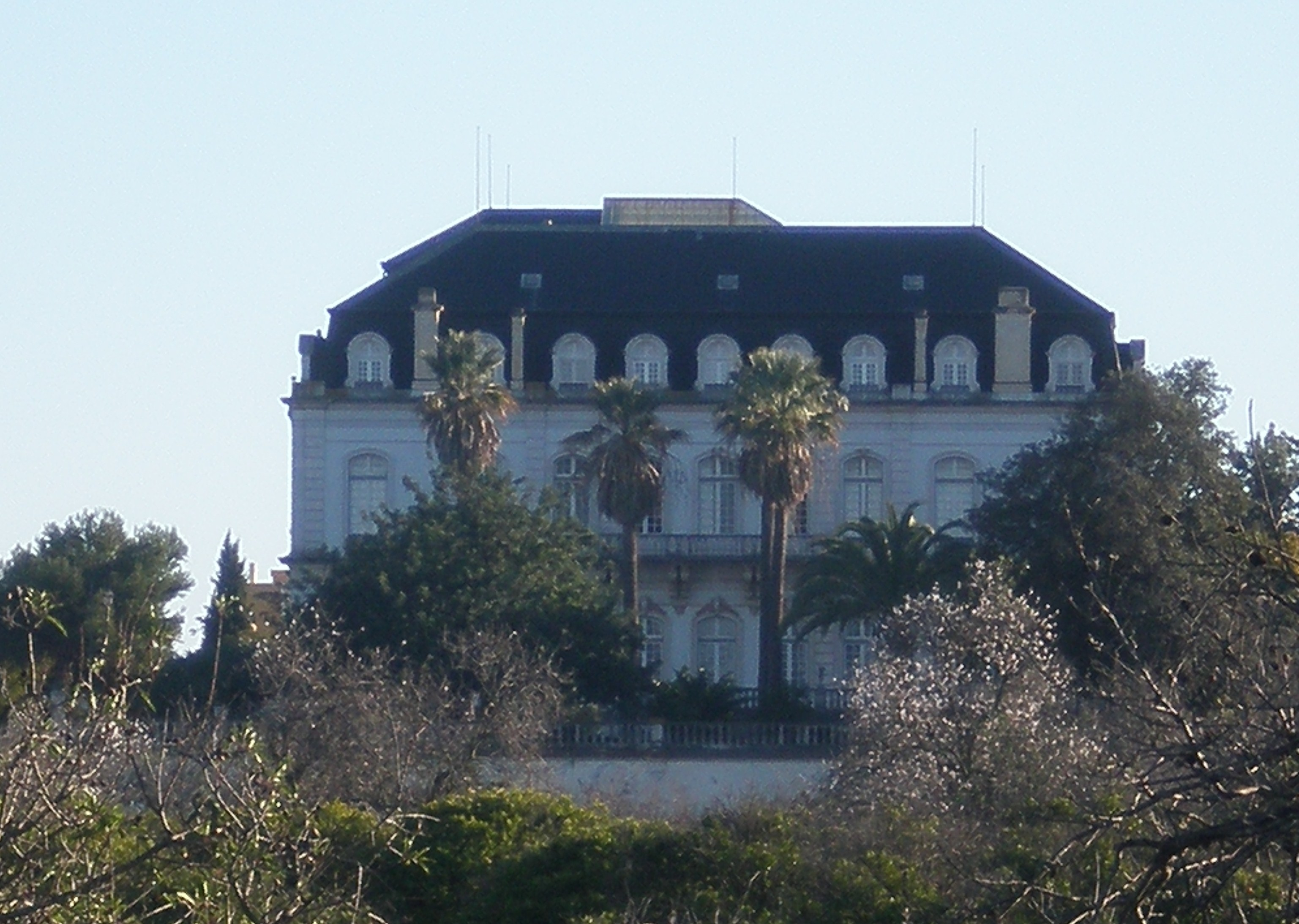
Palácio Fialho, residência de Júdice Fialho, em Faro

João António Júdice Fialho (Portimão, 1859 - Lisboa, 1934), foi um industrial e coleccionador de arte português.

## Biografia
Tendo-se especialmente notabilizado na indústria de conservas de peixe (possuindo várias fábricas por todo o país, assim como uma frota pesqueira na Terra Nova), criou também indústrias de massa de pimentos e de marmelada. Registe-se que as fábricas Fialho terão sido das primeiras a possuírem creches e salas de aleitamento (embora as ausências fossem descontadas no trabalho das operárias). 
Como apreciador de arte fez-se coleccionador de antiguidades e obras de arte que, juntas à que herdou do sogro, Dr. Justino Cúmano, mecenas italiano radicado em Faro, constituem um valioso acervo. Foi ainda  responsável pela construção do notável Palácio Fialho, assim como da recuperação do Palacete Doglioni, ambos em Faro. 
Entrou na toponímia de várias terras portuguesas, nomeadamente Faro, Sines e Portimão, tendo ainda sido dado o seu nome a um agrupamento escolar em Portimão.